# Pedro Zaballa Barquín
Pedro Zaballa Barquín (Castro-Urdiales, Cantàbria, 29 de juliol del 1938 - Oviedo, 4 de juny de 1997) fou un futbolista espanyol de la dècada de 1960. Va ser internacional amb la selecció espanyola.

## Trajectòria
Començà la seva carrera a diversos clubs càntabres, com la Gimnástica de Torrelavega o el Racing de Santander. Va jugar amb el FC Barcelona entre 1961 i 1967, i marcà el gol 2000 del club a la lliga espanyola el 12 de gener de 1964 en un partit enfront del València CF. Guanyà una Copa d'Espanya el 1963 enfront del Reial Saragossa i una Copa de Fires el 1966. El 1967 fitxà pel CE Sabadell on romangué fins al 1970. Marcà el primer gol en una competició europea per al club vallesà.
Fou dos cops internacional amb Espanya, un amb la selecció B i l'altre amb la selecció A. En aquest darrer partit enfront Irlanda marcà dos gols.
Essent jugador del Sabadell va rebre el premi al Fair Play de la UNESCO en llençar una pilota fora del camp en una clara ocasió de gol a l'estadi Santiago Bernabeu perquè pogués ésser atès el porter del Reial Madrid Junquera.

## Palmarès
- Copa d'Espanya: 1962-63.
- Copa de Fires: 1965-66.

## Gols internacionals
| #  | Data         | Seu                             | Oponent             | Marcador | Resultat | Competició                                  |
| -- | ------------ | ------------------------------- | ------------------- | -------- | -------- | ------------------------------------------- |
| 1. | 8 Abril 1964 | Dalymount Park, Dublín, Irlanda | República d'Irlanda | 0-1      | 0-2      | Qualificació del Campionat d'Europa de 1964 |
| 2. | 8 Abril 1964 | Dalymount Park, Dublín, Irlanda | República d'Irlanda | 0-2      | 0-2      | Qualificació del Campionat d'Europa de 1964 |